# 科尔蒙河畔沙蒂永
科尔蒙河畔沙蒂永（法語：Châtillon-sur-Colmont，法語發音：[ʃatijɔ̃ syʁ kɔlmɔ̃]）是法国马耶讷省的一个市镇，位于该省北部偏西，属于马耶讷区。

## 地理
科尔蒙河畔沙蒂永（48°20'19"N, 0°44'31"W）面积39.62 平方千米，位于法国卢瓦尔河地区大区马耶讷省，该省份为法国西北部内陆省份，北起芒什省和奧恩省，西接伊勒-维莱讷省，南至曼恩-卢瓦尔省，东临萨尔特省。
与科尔蒙河畔沙蒂永接壤的市镇（或旧市镇、城区）包括：布勒塞、瓦索、普拉塞、圣但尼德加斯蒂讷、圣乔治比塔旺、科尔蒙河畔圣马尔、沃托尔特。

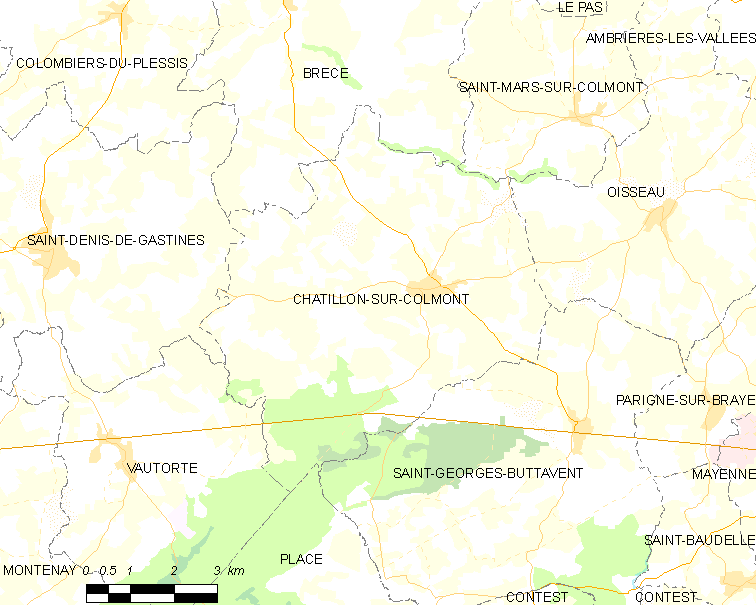
科尔蒙河畔沙蒂永的OSM定位图

科尔蒙河畔沙蒂永的时区为UTC+01:00、UTC+02:00（夏令时）。

## 行政
科尔蒙河畔沙蒂永的邮政编码为53100，INSEE市镇编码为53064。

## 政治
科尔蒙河畔沙蒂永所属的省级选区为戈龙县。

## 人口

1962-2008年间科尔蒙河畔沙蒂永人口变化图示

科尔蒙河畔沙蒂永于2022年1月1日时的人口数量为960人。